# NGC 453
NGC 453 é um asterismo na direção da constelação de Pisces. O objeto foi descoberto pelo astrônomo Edouard Stephan em 1881, usando um telescópio refletor com abertura de 31,5 polegadas. 